# Jurszy
Jurszy (biał. Юршы, ros. Юрши) – chutor na Białorusi, w obwodzie witebskim, w rejonie brasławskim, w sielsowiecie Dalekie. W 2019 liczył 1 mieszkańca.